# Délamanide
Le délamanide est un médicament antituberculeux indiqué dans les formes résistantes aux antibiotiques traditionnels.
C'est le principe actif d'une spécialité pharmaceutique dénommée Deltyba comprimé dosé à 50 mg. Il est exploité en France par Otsuka Pharmaceutical France SAS et est disponible depuis juin 2016. Il est disponible, au public, en France uniquement dans les pharmacies hospitalières. Il s'agit d'un produit coûteux 30 € le comprimé. Il est remboursé par l'assurance-maladie à 65 %.

## Mode d'action
Il s'agit d'un dérivé nitro-dihydro-imidazooxazole inhibant la synthèse de l'acide mycolique, un constituant de la paroi du mycobacterium.

## Efficacité
Associé à un traitement antituberculeux traditionnel dans les formes résistantes de la tuberculose, il augmente, à deux mois, le taux de disparition du germe dans les crachats et diminue la mortalité de la maladie.